# Piet Klassen
Peter P. Klassen, más conocido como Piet Klassen (1926 – 29 de julio de 2018) fue un escritor ruso menonita que escrbía en alemán y que residió durante muchos años en Paraguay. 
Su primer libro "Kaputi Mennonita" de 1975 es su libro más conocido y traducido donde narra la historia de los menonitas en el Chaco central.

## Biografía
Se trasladó con sus padres de la Unión Soviética a Paraguay en 1931, donde fundaron la colonia Fernheim. Tuvo una prestigiosa carrera como historiador de los menonitas en América del Sur.
Klassen también trabajó como profesor y durante mucho tiempo editor del diario menonita paraguayo Mennoblatt, cargo que asumió en 1956.

## Obras
- Die Mennoniten in Paraguay. Band 1: Reich Gottes und Reich dieser Welt (Bolanden-Weierhof, Alemania 2001) ISBN 3-921881-05-6
- Kaputi Mennonita. Eine friedliche Begegnung im Chaco-Krieg (Asunción, Paraguay 1976)
- Und ob ich schon wanderte... Geschichten zur Geschichte der Wanderung und Flucht der Mennoniten von Preussen über Russland nach Amerika (Bolanden-Weierhof, Germany 1997)
- Die schwarzen Reiter. Geschichten zur Geschichte eines Glaubensprinzips (Uchte, Alemania 1999)
- So geschehen in Kronsweide (Alemania 2003)[6]